# Dobbin-Linstow
Dobbin-Linstow är en kommun i Landkreis Rostock i förbundslandet Mecklenburg-Vorpommern i Tyskland.
Kommunen bildades den 1 januari 2000 genom en sammanslagning av de tidigare kommunerna Dobbin och Linstow.
Kommunen ingår i kommunalförbundet Amt Krakow am See tillsammans med kommunerna Hoppenrade, Krakow am See, Kuchelmiß och Lalendorf.